# Herzogtum Jülich-Berg

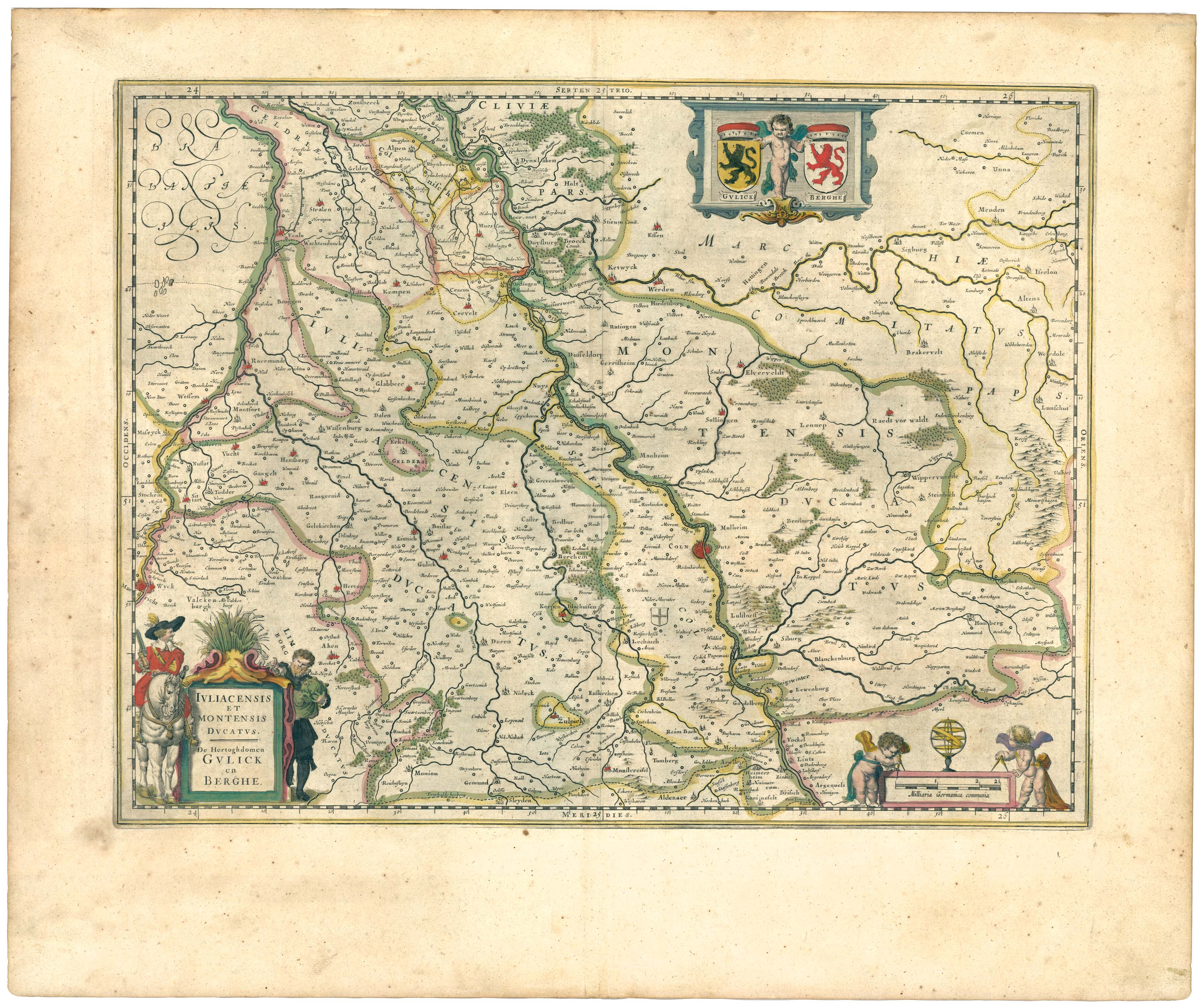
Karte des Herzogtums Jülich-Berg von Willem und Joan Blaeu, 1645

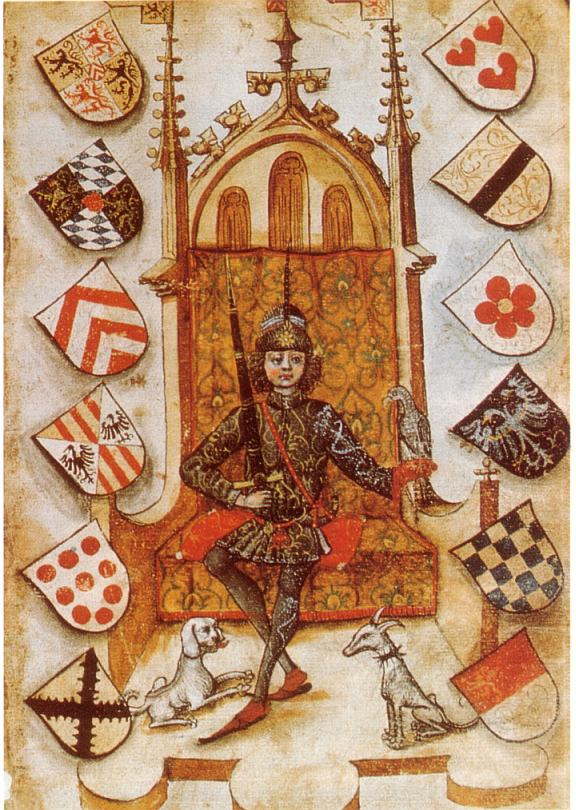
Herzog Gerhard II. von Jülich-Berg, Gründer des St. Hubertus-Ritterordens nach der Schlacht bei Linnich (1444), Miniatur aus dem Heroldsbuch des Hubertusordens von 1480

Jülich-Berg bezeichnet die auf Personalunion beruhende Verbindung der Herzogtümer Jülich und Berg und der Grafschaft Ravensberg in der Zeit von 1423 bis 1795. Beide Territorien hatten gemeinsame Herzöge mit einer Stimme im Reichsfürstenrat.
Jülich und Berg waren immer in wechselnder Weise mit weiteren Territorien verbunden, bildeten dabei aber bis zum Ende des 18. Jahrhunderts stets die Kerngebiete und hatten schon wegen der geographischen Nähe und bald aus Tradition untereinander die engste Bindung. Dennoch waren sie formal immer zwei verschiedene Herzogtümer.

## Geschichte
Die Verbindung von Jülich und Berg bahnte sich an, als Berg 1348 durch Erbfall an Gerhard, Sohn des Grafen von Jülich, ging, der hier eine Nebenlinie des Jülicher Grafenhauses begründete. Die Grafschaft Ravensberg war ihm bereits 1346 zugefallen. Jülich und Berg wurden 1356 bzw. 1380 zu Herzogtümern erhoben. 1423 starb die Jülicher Hauptlinie aus und Herzog Adolf aus der bergischen Linie trat auch in Jülich die Herrschaft an, womit Jülich-Berg begründet wurde.
Da auch Adolf ohne direkten Erben blieb, folgte ihm 1437 sein Neffe Gerhard nach; er stammte aus einer bergischen Nebenlinie, die 1402 Ravensberg übernommen hatte. Wegen der Beteiligung jener Grafschaft wird das Gebiet, bezogen auf die Zeit von 1437 bis 1609/1614, auch Jülich-Berg-Ravensberg genannt. Herzog Gerhard war nach 1455 „geistig umnachtet“, sodass seine Ehefrau Sophie von Sachsen-Lauenburg die Regierungsgeschäfte übernehmen musste. Nach seinem Tod 1475 übernahm sein Sohn als Wilhelm Herzog von Jülich-Berg das Doppelherzogtum.
In der Regierungszeit von Herzog Wilhelm kam es zu einer ernsten Auseinandersetzung mit Herzog Karl von Egmond um den Besitz des Herzogtums Jülich. Letzterer machte alte Erbansprüche auf Jülich geltend, die nach dem Aussterben des Hauses Jülich-Geldern entstanden waren. Seinerzeit hatte das Haus Egmond die Nachfolge in Geldern und das Haus Berg-Ravensberg, die in Jülich angetreten. Beide Seiten hatten aber damals rechtlich nicht verbindlich auf den anderen Teil des Doppelherzogtums Jülich-Geldern verzichtet.
Karl von Egmond führte somit auch den Titel „Herzog von Jülich“ und begann diesen Anspruch, nachdem er 1492 Herzog von Geldern geworden war, gewaltsam zu realisieren, da er mit der Unterstützung der Franzosen rechnen konnte. Im Hinblick auf diese Ansprüche des Gelderners hatte Herzog Wilhelm sich mit Kleve verbündet, da Karl von Egmond auch Teile des Herzogtums Kleve zurückforderte, die ursprünglich zu Geldern gehört hatten.
Zuerst wurde versucht die Forderungen des Gelderners durch Einschaltung des deutschen Königs zu lösen. Dieser, Maximilian I., verbot mehrfach erfolglos Karl von Egmond den Titel „Herzog von Jülich zu führen“. Da Karl von Egmond ein entschiedener Gegner des deutschen Königs war, kam es zu keinerlei Verbesserung der Situation und die inzwischen ausgebrochenen kriegerischen Handlungen zwischen Geldern und den verbündeten beiden anderen Herzogtümern dauerten an. Daraufhin wurde zwischen Maximilian und den Herzögen von Kleve und Jülich im Sommer 1498 der „Freiburger Vertrag“ geschlossen, um gemeinsam die Gelderner zu bekämpfen. Ab 5. August begannen diese Abwehraktionen.
Allerdings war der Hauptunterstützer von Karl von Egmond, der französische König Karl VIII. im April 1498 gestorben. Sein Nachfolger Ludwig XII. war im Gegensatz zu seinem Vorgänger an einem friedlichen Ende dieser Auseinandersetzung interessiert und bot seine Vermittlung an. Herzog Wilhelm und der Herzog von Kleve versuchten deshalb den Konflikt auch durch den französischen König Ludwig XII. als Schiedsrichter zu lösen.
Inzwischen hatten die Söldner des Herzogs Wilhelm am 21. August 1498 die Enklave Gelderns im Gebiet von Jülich, die Stadt Erkelenz mit zugehörigen Gebieten, erobert. Es folgte als Gegenreaktion ab 3. November ein Überfall durch gelderner Söldner auf jülicher Dörfer in der Nähe von der Städte Geldern und Straelen sowie ab 8. November ein Überfall auf Goch und Kleve, der aber abgewehrt wurde.
Am 14. Juni 1499 vermittelte der französische König einen Waffenstillstand, der ab 20. Juli in Kraft trat und bis zum 31. Mai 1500 dauern sollte. In der Zwischenzeit bis Mai 1500 sollte eine Lösung der Probleme erfolgen, die für Kleve besonders Goch, Lobith, Wachtendonk, Duyffel, Vogtei Elten und Weiteres betrafen. Für die Lösung war ein persönliches Treffen der drei Herzöge mit dem König geplant, das jedoch nicht Zustande kam, da der Herzog von Kleve mit Utrecht inzwischen zusätzlich im Streit lag und verhindert war.
Da König Maximilian von der beabsichtigten Reise der Herzöge nach Frankreich erfuhr, hatte er am 9. August 1499 den Herzögen die Reise verboten. Trotzdem versuchte Herzog Wilhelm nun alleine mit dem französischen König den Konflikt für Jülich zu lösen.
Anfang Dezember 1499 reiste Herzog Wilhelm nach Frankreich und traf sich ab 15. Dezember mit dem König in Orléans. Bis zum 29. Dezember wurden die Bedingungen für den Friedensschluss vereinbart. Die wichtigsten Punkte dieser Vereinbarung für Jülich waren: Erkelenz wird an Geldern zurückgegeben, Karl von Egmond verzichtet auf den Titel „Herzog von Jülich“ und der Herzog Wilhelm schließt mit Frankreich ein „Schutz- und Trutzbündnis“ wobei das „Deutsche Reich“ hiervon ausgeschlossen ist. Durch diesen Vertrag waren die akuten Auseinandersetzungen zwischen den drei Herzogtümern praktisch beendet, da inzwischen sich auch Kleve mit Utrecht geeinigt hatte und weiterhin der Vertrag auch für Kleve galt, sofern dieser innerhalb von sechs Monaten vom Herzog von Kleve anerkannt wurde.
Gegen Ende des 15. Jahrhunderts war das Aussterben des Hauses Jülich im Mannesstamm absehbar, daher verheiratete Herzog Wilhelm seine Tochter Maria von Jülich am 1. Oktober 1510 mit Johann, dem Sohn und Erben des Herzogs von Kleve-Mark (→ Klever Union). Dieser trat 1511 in Jülich-Berg-Ravensberg und 1521 in Kleve-Mark die Herrschaft an, wodurch der rheinisch-westfälische Territorialkomplex Jülich-Kleve-Berg entstand. Während Kleve-Mark – abgesehen vom persönlichen Herrscheramt des Herzogs – eine eigene Zentralverwaltung in Kleve behielt, wurde für Jülich-Berg im 16. Jahrhundert durch Etablierung einer Zentralverwaltung in der bergischen Hauptstadt Düsseldorf die anfängliche Personalunion in eine Realunion überführt. Hauptresidenz, oftmaliger Versammlungsort der Landstände (Landtage) und Sitz eines „bleibenden“ Hofrats sowie einer „bleibenden“ Kanzlei, später Geheimer Rat wurde Düsseldorf. Die Landtage der Herzogtümer Jülich und Berg tagten zunächst getrennt. Ein erster Landtag, der von beiden Ständen besucht wurde, ist für das Jahr 1464 verbürgt. Als erster gemeinsamer Landtag dürfte die Versammlung beider Stände zum Abschluss der Klever Union auf Schloss Burg im Jahr 1496 gelten. Mit dem Ausgang des 15. Jahrhunderts wurden sie häufiger gemeinsam einberufen, im 16. Jahrhundert sodann regelmäßig.
Als nun Johann Wilhelm I. 1609 ohne Nachkommen starb, kam es zum Jülich-Klevischen Erbfolgestreit, in dessen Folge Jülich-Berg (ohne Ravensberg) 1614 an die wittelsbachischen Herzöge von Pfalz-Neuburg fiel. Jene nahmen 1636 ihren Hauptsitz in Düsseldorf, da Jülich-Berg gegenüber Neuburg deutlich größer und bedeutsamer war.
1685 erbten die Herzöge die Kurpfalz, bleiben aber angesichts deren Verwüstung im Pfälzischen Erbfolgekrieg zunächst in Düsseldorf. 1718 verlegten sie ihre Residenz nach Heidelberg, 1720 schließlich nach Mannheim, wodurch Jülich-Berg zu einem aus der Ferne regierten Nebenland wurde. Dies galt verstärkt, als die Kurfürsten 1777 auch Kurbayern erbten und nach Bestimmungen von Wittelsbacher Hausverträgen ihren Sitz in das noch weiter entfernte München verlegten. Unter Kurfürst Karl Theodor wurden allerdings Pläne verfolgt, Bayern gegen die Österreichischen Niederlande einzutauschen, was Jülich-Berg in das Zentrum einer von Mannheim, Düsseldorf und Brüssel aus regierten Ländermasse gerückt hätte.
1795 endete die Verbindung von Jülich und Berg, als Frankreich im Ersten Koalitionskrieg Jülich und Berg militärisch besetzte, zunächst die Einbeziehung Jülichs in eine Tochterrepublik namens Cisrhenanische Republik in Betracht zog sowie das Gebiet schließlich annektierte und in Departements des linken Rheinufers eingliederte. Im Frieden von Lunéville erkannte das Reich 1801 die linksrheinischen Annexionen rechtlich an, erreichte aber unter anderem die Rückgabe des rechtsrheinischen Herzogtums Berg an Kurpfalz-Bayern. Maximilian Joseph von Bayern, beim Regierungsantritt 1799 de jure der letzte Herzog Jülichs, ließ sich 1803 durch den Reichsdeputationshauptschluss für den Verlust Jülichs mit geistlichen Territorien in Süddeutschland entschädigen. In Bezug auf das Herzogtum Berg arrangierte er sich unter der vom Außenminister Maximilian von Montgelas entwickelten Line 1805 mit Frankreich, um 1806 erster König von Bayern zu werden. Das über Jahrhunderte mit Jülich verbundene Berg wurde 1806 von Maximilian I. Joseph in einem Ländertausch, an dem auch das Königreich Preußen durch die Gebiete Ansbach-Bayreuth, die rechtsrheinischen Reste des Herzogtums Kleve und weitere Gebiete beteiligt war, an Napoleon weitergereicht, der sogleich seinen Schwager Joachim Murat als neuen Landesherrn einsetzte. Unter ihm wurde das Land als Großherzogtum Berg im Staatenbund des Rheinbundes ein napoleonischer Satellitenstaat und erlosch 1813 infolge der Befreiungskriege. 1815 fiel das Gebiet der ehemaligen Herzogtümer an Preußen und wurde 1822 Teil der Rheinprovinz, seit 1946 gehört es zu Nordrhein-Westfalen.

## Die Herzöge von Jülich-Berg

### Haus Jülich(-Heimbach)
seit 1437 in Personalunion mit Ravensberg
- 1423–1437 Adolf
- 1437–1475 Gerhard
- 1475–1511 Wilhelm

### Haus (Kleve-)Mark
in Personalunion mit Ravensberg, seit 1521 auch mit Kleve-Mark, 1538–1543 mit Geldern
- 1511–1539 Johann (genannt der Friedfertige)
- 1539–1592 Wilhelm (genannt der Reiche)
- 1592–1609 Johann Wilhelm

1609–1614 Erbfolgestreit

### Haus Wittelsbach

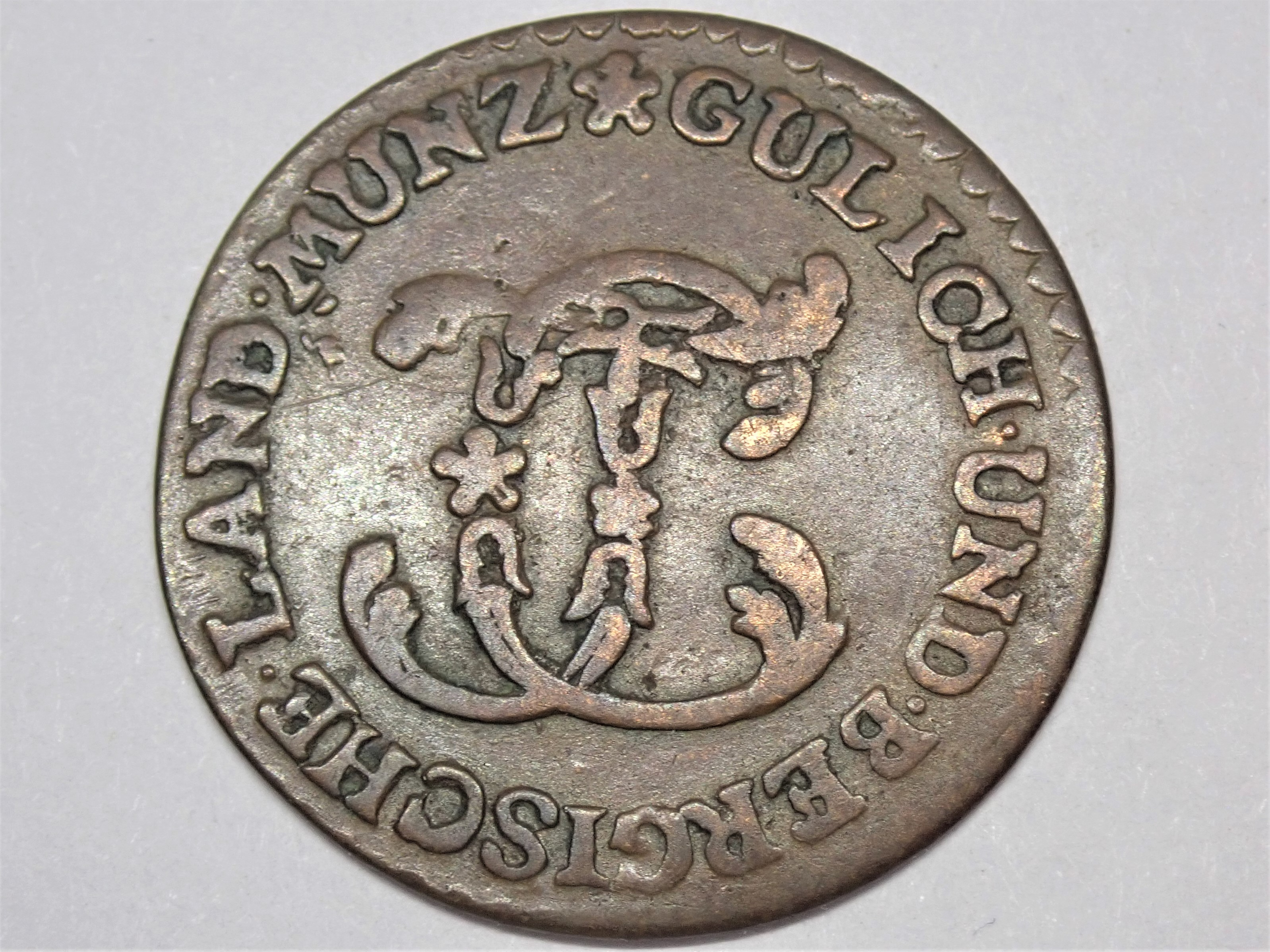
1/4 Stüber aus Jülich-Berg, 1794, DMK 57, Vorderseite

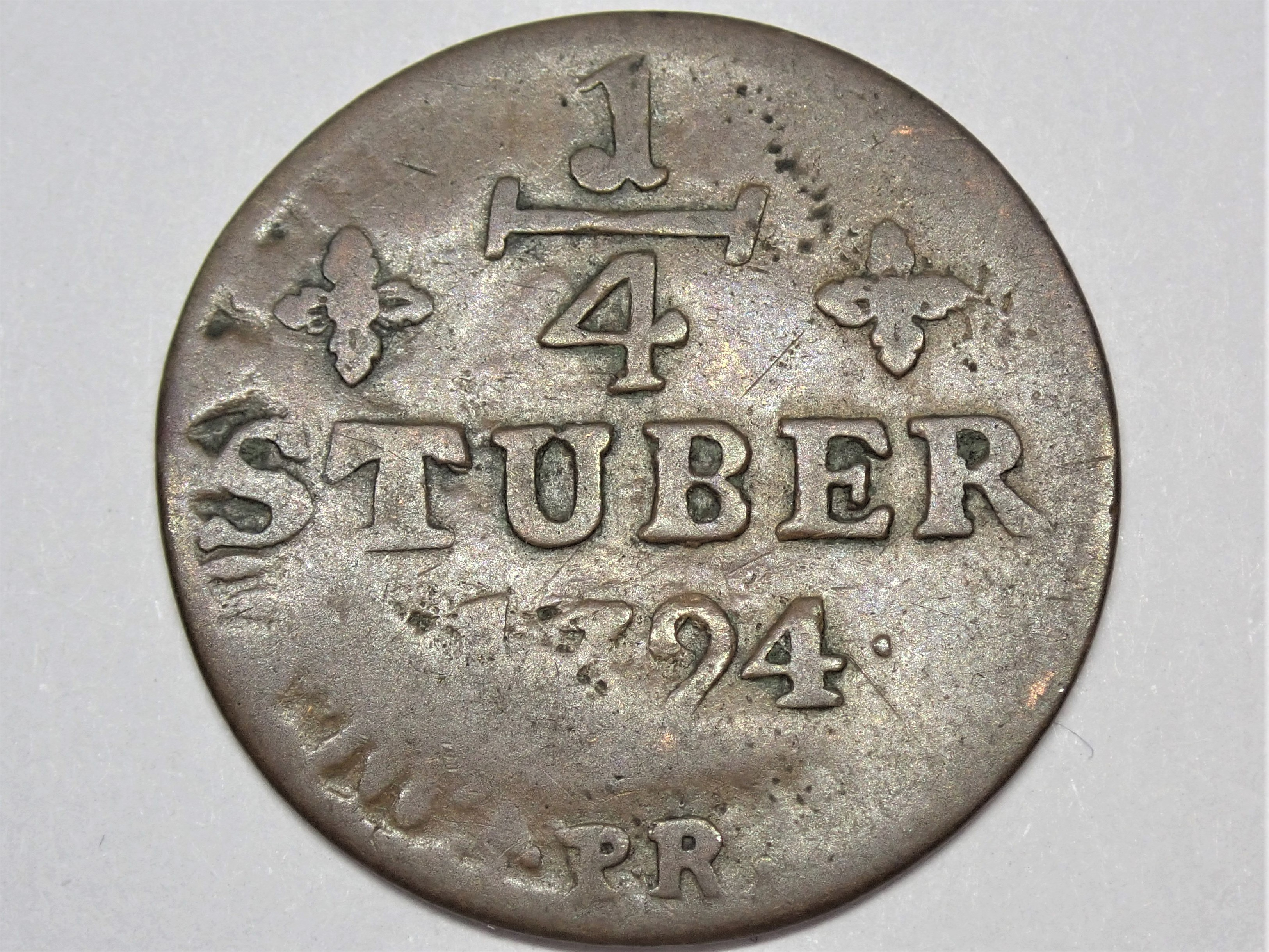
Wertseite des 1/4 Stüber

in Personalunion mit Pfalz-Neuburg, seit 1685 auch Kurpfalz, 1742 Sulzbach, 1777 Kurbayern
- 1614–1653 Wolfgang Wilhelm
- 1653–1679 Philipp Wilhelm
- 1679–1716 Johann Wilhelm II.
- 1716–1742 Karl Philipp
- 1742–1799 Karl Theodor, für Jülich und Berg von 1795 bis 1799 nur noch de jure
- 1799–1801 Maximilian Joseph, für Jülich und Berg von 1799 bis 1801 (Friede von Lunéville) de jure, für Berg von 1801 bis 1806 de jure und de facto

## Kanzler von Jülich-Berg
- vor 1471–1489 Dr. Dietrich Lüninck († 1494)
- 1489–1528 Wilhelm Lüninck († 1530)
- 1528–1554 Johann Ghogreff (um 1499–1554); 1530–1546/47 zugleich Kanzler von Kleve-Mark
- 1554–1562 Johann von Vlatten (um 1498–1562)
- (schon 1557?) 1562–1592 Wilhelm von Orsbeck († 1596) zu Wensberg und Vehn, Amtmann zu Sinzig
  - um 1580–1601 Dr. Johann Hardenrath († 1601) (Vizekanzler)
- 1592–nach 1595 Nikolaus Print von Horchheim genannt von der Broel (Niclas von der Broill) († 1598), Herr zu Oberehe, Rohr und Rath
  - 1592–1624 Lic. jur. utr. Bernhard zum Pütz (de Puteo) (1558–1628), Bürgermeister von Düren (Vizekanzler)
- (1595) Bertram von Nesselrode († nach 1602 [1614?]) zu Ehreshoven, Amtmann zu Randerath, danach Amtmann zu Münstereifel
- (1598, 1600) Wilhelm von Nesselrode († nach 1600) zu Ehreshoven und Thum, Amtmann zu Windeck und Blankenberg

1609–1614 Erbfolgestreit, dann Personalunion mit Pfalz-Neuburg
- 1613/14 und 1624–1634 Johann Raitz von Frentz von und zu Schlenderhan († 1640)
  - (1622, 1638, 1646) Dr. Dietrich (Theodor) von Althoven (Althoff) († 1654) (Vizekanzler)
- 1634–1645 Dietrich III. von der Horst († 1645) zum Haus, Amtmann zu Monheim
- 1649–1653/54 Bertram Freiherr von Nesselrode († 1666) zu Ehreshoven, Amtmann zu Windeck
- 1653/54–1666/67 Johann Heinrich Freiherr von und zu Winkelhausen († 1667), Amtmann zu Düsseldorf
- 1667–1681/82 Johann Arnold Freiherr von Leerodt (um 1615–1688)
- ab 1682 Johann Friedrich Graf von Goltstein († 1687), Herr zu Vettelhoven und Winterburg, Amtmann von Münstereifel und Tomburg
- (1684, 1692) bis 1706 Adolf Winand Freiherr von Hochkirchen († 1706) aus Haus Neuerburg, Amtmann zu Wassenberg
- 1706–1712 Konstantin Erasmus Bertram Freiherr von Nesselrode genannt Hugenpoet († 1712)
- 1715–1716 Johann Friedrich II. Graf von Schaesberg (1663/64–1723), Herr zu Schöller, Kerpen und Lommersum (zugleich Statthalter)

Ab 1716 war Düsseldorf nur noch Nebenresidenz der Kurfürsten von Pfalz-Neuburg; der Hof war in Heidelberg, ab 1720 in Mannheim und ab 1778 in München. Die jülisch-bergischen Kanzler fungierten meist zugleich als Statthalter.
- 1717–1721 Adolph Alexander Freiherr von Hatzfeld-Wildenburg (1644–1721) zu Weisweiler
- bis 1726 Maximilian Heinrich Graf von Velbrück († 1737) auf Richrath, Amtmann zu Windeck
- 1726–1731 Johann Ludwig Heinrich Graf von Goltstein († 1738) zu Breyl (zugleich Statthalter)
- 1731–1768 Johann Wilhelm Graf von Schaesberg (1696–1768), Amtmann von Brüggen (zugleich Statthalter)
- 1768–1774 Johann Ludwig Franz Graf von Goltstein (1719–1776) (zugleich Statthalter)
- 1774–1794 Karl Franz Graf von Nesselrode (1713–1798) zu Ehreshoven (zugleich Statthalter)
- ab 1794 Franz Karl Freiherr von Hompesch (1741–1801) zu Bollheim, Amtmann zu Düren (zugleich dirigierender Minister, ab 1799 in München)

## Wappen
Das Wappen ist geviert.
1. und 4: Der Jülicher Löwe, in Gold ein schwarzer Löwe, rot bezungt und bewehrt.
2. und 3: Der Bergische Löwe, in Silber ein roter, doppelschwänziger Löwe, blau bezungt, bewehrt und bekrönt.

Herzschild: In Silber drei rote Sparren (Grafschaft Ravensberg)